# Bitwa o Caen
Bitwa o Caen – bitwa pomiędzy połączonymi wojskami brytyjsko-kanadyjskimi a niemieckimi, która toczyła się w dniach od 7 czerwca do 19 lipca 1944 we francuskim mieście Caen w Normandii oraz jego okolicach, będąc częścią alianckiej operacji Overlord podczas II wojny światowej.
Według wstępnych planów dowództwa alianckiego Caen miało zostać zdobyte wkrótce po wylądowaniu wojsk na plażach Normandii 6 czerwca 1944. Na drodze wojsk brytyjskich stanęła jednak niemiecka 21 Dywizja Pancerna wsparta później 12 Dywizją Pancerną SS „Hitlerjugend”, broniąca dostępu do miasta od północy.
Dowódca 21 Grupy Armii, generał Bernard Law Montgomery, spodziewając się, że frontalny atak na Caen wiązałby się z dużymi stratami, podjął decyzję o okrążeniu miasta od zachodu, by później zaatakować je od tyłu (operacja Perch). Jednak wojska alianckie ponownie natknęły się na silny opór oddziałów niemieckich. Ofensywa brytyjska najpierw została zatrzymana 9 czerwca pod Tilly-sur-Seulles, po czym 7 Dywizja Pancerna poniosła znaczne straty pod Villers-Bocage, gdzie zetknęła się z niemieckimi czołgami PzKpfw VI Tiger.
Pod koniec czerwca Brytyjczycy rozpoczęli ofensywę skierowaną w stronę rzeki Odon pomiędzy Tilly-sur-Seulles a Caen (operacja Epsom). Wojska alianckie przekroczyły rzekę 27 czerwca, po czym utknęły, zatrzymane przez dwie dywizje pancerne Waffen-SS, w sektorze nazwanym wzgórzem 112.
Nieudane próby okrążenia miasta spowodowały, że na początku lipca dowództwo zdecydowało się na frontalny atak na miasto, mając nadzieję na zdobycie przynajmniej jego północnej części (operacja Charnwood). Operacja rozpoczęła się 7 lipca, gdy alianckie samoloty zbombardowały Caen. 9 lipca pierwsze oddziały kanadyjskie, a po nich brytyjskie wkroczyły na ulice zrujnowanego miasta.
Miasto zostało całkowicie wyzwolone 19 lipca 1944, jednak wojska niemieckie nadal znajdowały się w pobliżu granic Caen. Był to jednocześnie początek operacji Goodwood, którą wojska alianckie rozpoczęły już dzień przed całkowitym wyzwoleniem Caen i która miała otworzyć aliantom drogę z Normandii w głąb Francji. Nowa operacja zakończyła się jednak niepowodzeniem – pomimo zaangażowania znacznych sił wojskom alianckim udało się posunąć jedynie o kilkanaście kilometrów i 21 lipca operacja została odwołana.